# جام حذفی فوتبال لهستان
 لیگ برتر فوتبال لهستان (به لهستانی: Puchar Polski) مسابقاتی است که به صورت حذفی در کشور لهستان از سال ۱۹۲۵ تاکنون برگزار می‌شود. این جام از ۶۸ تیم که از سراسر کشور لهستان در آن شرکت می‌کنند برگزار می‌شود.
باشگاه فوتبال لگیا ورشو با ۲۰ قهرمانی پرافتخارترین تیم این سری مسابقات به حساب می‌آید.

## پرافتخارترین باشگاه‌ها
| باشگاه            | قهرمانی |
| ----------------- | ------- |
| لگیا ورشو         | ۲۰      |
| گورنیک زابژه      | ۶       |
| لخ پوزنان         | ۵       |
| ویسلا کراکوف      | ۴       |
| زاگلبیه ساسنوویتس | ۴       |